# Peregrín Casanova
Peregrín Casanova Ciurana (Valencia, 1849 - Valencia, 1919). Médico español, célebre por ser uno de los grandes promotores del evolucionismo en España.

## Biografía
Peregrín Casanova se licenció en medicina en Valencia. Durante sus estudios, tuvo tanto profesores de mentalidad conservadora (Gómez Alamá o Ferrer Viñerta) como otros abiertos a las nuevas corrientes de pensamiento europeo. Fue el caso de Cisternas y Serrano Cañete. Pero no fue hasta sus cursos de doctorado en Madrid cuando Peregrín Casanova entró en contacto con el darwinismo, gracias a su maestro Aureliano Maestre de San Juan, que ejercería también una gran influencia en Ramón y Cajal.
En 1875, tras ganar las oposiciones, Peregrín Casanova obtuvo la cátedra de anatomía descriptiva y general de la Universidad de Valencia, y desde 1898 fue decano de la Facultad de Medicina de ésta, ocupando ambos puestos hasta su fallecimiento. También fue miembro y llegó a presidir dos de las entidades científicas valencianas más relevantes del momento: la Real Academia de Medicina de Valencia, de 1894 a 1896 y el Instituto Médico Valenciano entre 1897 y 1900. En 1909 participó de manera destacada en el homenaje que los estudiantes rindieron a Darwin, con motivo del centenario de su nacimiento. En efecto, gracias a Casanova, la Facultad de Medicina de Valencia se convirtió en el principal foco del darwinismo en España.
Casanova se interesó por campos muy variados de la medicina. Entre ellos, destaca el campo de la morfología: fue alumno de Ernst Haeckel y mantuvo con él una larga correspondencia.
Los escritos de Casanova sobre evolucionismo y sus reflexiones críticas en torno al papel del hombre en la Naturaleza provocaron una gran hostilidad en el ambiente académico conservador, lo que le obligó a interrumpir su actividad investigadora en estos ámbitos. Desde entonces, se retiró a la enseñanza y se dedicó a la práctica de la otorrinolaringología y a la investigación anatómica.
Casanova donó su biblioteca personal, formada por una gran  colección de textos darwinistas además de otros temas médicos y de historia natural, a la biblioteca de la Facultad de Medicina de la Universidad de Valencia, pasando posteriormente gran parte de estos fondos (unos 1200 volúmenes) a integrar la Biblioteca de Historia de la Medicina y de la Ciencia, actual Biblioteca Historicomédica "Vicent Peset Llorca".
En memoria suya, la biblioteca de Ciencias de la Salud de la Universidad de Valencia lleva su nombre.

## Obra

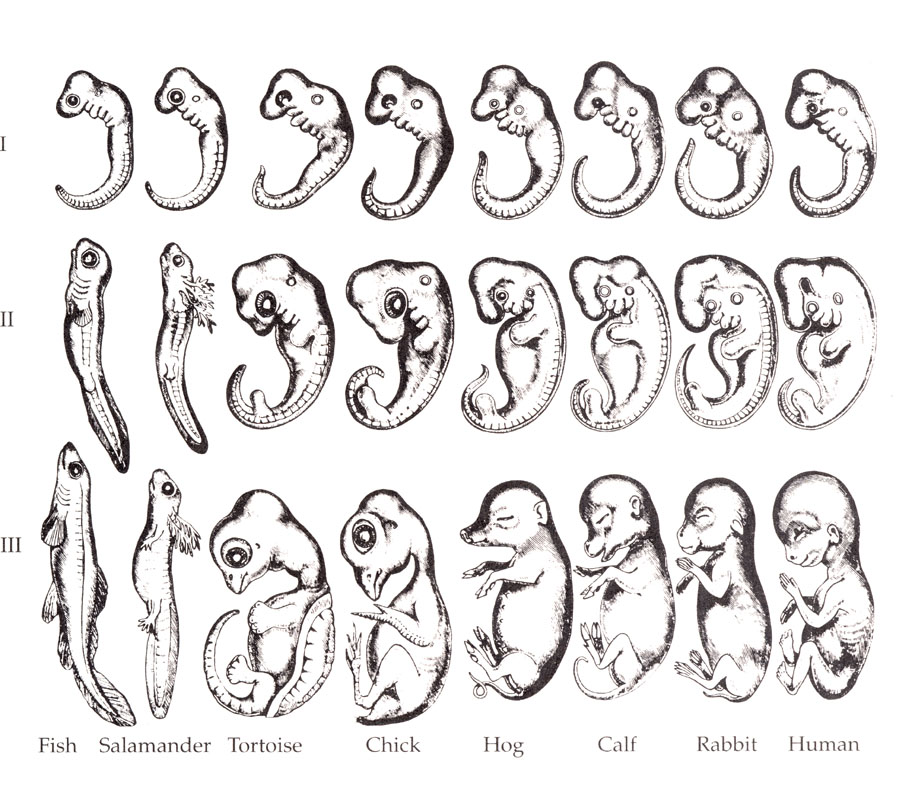
Ley biogenética de Ernst Haeckel.

### Morfología evolucionista
- En La morfología humana del porvenir (1877) Casanova defiende la tesis según la cual, la anatomía humana ha pasado por dos fases a lo largo de su historia: una primera fase descriptiva y una segunda fase (la actual) explicativa gracias a las teorías evolucionistas, como la ley biogenética fundamental.[3]
- En La biología general (1877) Casanova sintetiza los fundamentos teóricos de la morfología, en la línea de Haeckel.[3]
- En El antropomorfismo ante la ciencia contemporánea (1882), discurso inaugural de 1881 ante la Real Academia de Medicina de Valencia[10] impreso posteriormente, adopta posturas evolucionistas aún más radicales, lo que le granjearía la hostilidad de los ambientes conservadores.[3]

### Otorrinolaringología
En el campo de la otorrinolaringología, Casanova destaca por sus estudios de otología, disciplina sobre la que publicó diversos artículos en La Crónica Médica y la Revista de especialidades médico-quirúrgicas.